# Câu lạc bộ bóng đá Sài Gòn
Câu lạc bộ bóng đá Sài Gòn (tiếng Anh: Saigon Football Club) từng là câu lạc bộ bóng đá Việt Nam có trụ sở tại Thành phố Hồ Chí Minh.

## Nhầm lẫn
- Đội bóng này trước đây khi còn đăng ký ở Hà Nội thường hay bị nhầm lẫn với một đội bóng cùng thành phố khác đã giải thể là Câu lạc bộ Bóng đá Hà Nội (còn gọi là Hà Nội ACB).[2]
- Sau khi chuyển trụ sở vào thành phố Hồ Chí Minh và đổi tên mới, đội bóng này cũng dễ bị nhầm lẫn với tên gọi từng được đề xuất sử dụng Câu lạc bộ bóng đá Sài Gòn của một đội bóng đá khác trên địa bàn thành phố Hồ Chí Minh đã giải thể là Câu lạc bộ bóng đá Sài Gòn Xuân Thành,[3][4][5] đội bóng từng có bài hát Hành khúc Sài Gòn FC – ca khúc chính thức đầu tiên của một đội bóng đá chuyên nghiệp ở V.League 1.

## Lịch sử

### 2011-2016: Câu lạc bộ Hà Nội
Tiền thân của đội là đội bóng của Trung tâm đào tạo bóng đá trẻ Viettel, với thành phần cầu thủ là lứa trẻ của Thể Công từ lứa tuổi 19 trở xuống. Năm 2009, đội Thể Công bị Bộ Quốc phòng xóa tên và chuyển giao cho Tổng công ty Viettel. Đội hình chính được đổi sang tên gọi Câu lạc bộ bóng đá Viettel, không lâu được chuyển sang cho tỉnh Thanh Hóa với tên gọi Câu lạc bộ bóng đá Thanh Hóa. Riêng đội hình trẻ, từ năm 2008, được tổ chức thành đội bóng của Trung tâm Bóng đá Viettel. Ngay trong năm đó, đội đã giành được chức vô địch giải hạng 3 sau khi thắng Bộ Công An; đến năm 2009, đội giành vị trí thứ 2 tại giải hạng nhì và lên chơi ở giải hạng nhất năm 2010. Kết thúc mùa giải 2010, Công ty Cổ phần Thể thao T&T đã mua lại đội bóng và đổi tên đội bóng thành Câu lạc bộ Hà Nội. Tại mùa giải đầu tiên với tên gọi mới, đội đạt thành tích đứng thứ 8 trên tổng số 14 đội.
Mùa giải 2012, đội đoạt chức á quân hạng nhất nhưng không thể thăng hạng vì có chung ông bầu với đội đang thi đấu ở V. League là Hà Nội T&T nên phải tiếp tục chơi ở hạng nhất. Đầu năm 2013, đội được chuyển giao và trực thuộc quyền sở hữu quản lý của Công ty cổ phần phát triển bóng đá Hà Nội với ông chủ là Nguyễn Giang Đông.

### 2016: Câu lạc bộ Sài Gòn
Mùa giải 2016, Câu lạc bộ Hà Nội được chơi ở giải V.League 1.
Ngày 31 tháng 3 năm 2016, Công ty cổ phần phát triển bóng đá Hà Nội đổi tên thành Công ty cổ phần phát triển bóng đá Sài Gòn, vẫn thuộc sở hữu của ông chủ Nguyễn Giang Đông (bố vợ cầu thủ Nguyễn Văn Quyết và Đỗ Duy Mạnh), đồng thời công ty gửi công văn tới Liên đoàn bóng đá Việt Nam (VFF) đề nghị chuyển địa điểm và tên gọi ngay giữa mùa giải bóng đá vô địch quốc gia 2016. Ngày 4 tháng 4 năm 2016, VFF đồng ý để câu lạc bộ Hà Nội đổi tên thành Câu lạc bộ bóng đá Sài Gòn và đăng ký sân vận động Thống Nhất làm sân nhà tại V.League 1 2016.

### 2021: Tái cấu trúc, chuyển mình theo hướng "J.League hóa"
Sau khi kết thúc mùa giải 2020, CLB Sài Gòn bất ngờ chia tay 22/28 cầu thủ cùng một số thành viên ban huấn luyện cũ. Ông Trần Hòa Bình sau khi đảm nhiệm vai trò Chủ tịch CLB Sài Gòn đã tiến hành hợp tác toàn diện với FC Tokyo nhằm đưa đội bóng chuyển mình theo hướng "J.League hóa" (hiện đại hóa - chuyên nghiệp hóa - quốc tế hóa). Đội bóng đã chiêu mộ 5 cầu thủ từ Nhật Bản là Daisuke Matsui, Woo Sang Ho, Takasaki Horoyuki, Takasaki Horoyuki và Ryutaro Karube cùng nhiều chuyên gia từ Nhật Bản như Shimoda Masahiro (cựu giám đốc kỹ thuật Hiệp hội bóng đá Nhật Bản), Oshima Tsubasa (Giám đốc Học viện FC Tokyo)... để thực hiện mục tiêu này.
Ngày 12 tháng 1 năm 2021, CLB Sài Gòn đã làm lễ ra mắt các nhà tài trợ và công bố đội hình mùa giải 2021. Đội bóng gây chú ý khi kí kết hợp đồng tài trợ với những thương hiệu hàng đầu của Nhật Bản như Sony, Japan Airlines, Eneos, JBT-TNT, Mitutoyo,... Tổng giá trị từ các nhà tài trợ đến từ Việt Nam và Nhật Bản lên tới hơn 100 tỉ đồng.
Bên cạnh đó, đội bóng tiếp nhận Trung tâm Đào tạo Bóng đá trẻ PVF và hợp tác thêm với FC Ryukyu (đội bóng hiện đang chơi tại J.League 2) để đào tạo và phát triển bóng đá trẻ, cũng như đưa cầu thủ Việt Nam cọ xát thực tế.
Theo dự kiến, CLB Sài Gòn sẽ cải tạo và nâng cấp toàn diện Trung tâm thể thao Thành Long để làm nơi đóng quân và định cư lâu dài cũng như phục vụ cho mục tiêu "J.League hóa".

### 2022: Thi đấu bết bát, tiếp tục đổi chủ
Sau 2 mùa giải thi đấu không thực sự thành công của đội bóng này khi theo mô hình J.League, ngày 30 tháng 8 năm 2022, Chủ tịch Trần Hòa Bình đã xin từ chức, chuyển giao quyền điều hành CLB cho ông Nguyễn Thái Phiên - phó tổng giám đốc Đầu tư và Tài chính của tập đoàn NovaGroup.

### 2023: Giải thể
Câu lạc bộ Sài Gòn đã thanh lý hợp đồng với tất cả các cầu thủ và ban huấn luyện, đang trong quá trình giải thể và bán suất thi đấu ở giải hạng nhất cho tỉnh Lâm Đồng. Đầu mùa giải 2023, đội bóng thi đấu trên sân Lâm Đồng với đội hình được Lâm Đồng hóa. Hết thời hạn 60 ngày kể từ khi thông báo với VPF việc chuyển đổi quyền sở hữu, suất thi đấu ở giải hạng nhất sẽ chính thức được chuyển giao cho tỉnh Lâm Đồng.
Ngày 2/3, CLB Sài Gòn đã gửi công văn đến VPF và VFF đề nghị hủy đăng ký tham dự các giải bóng đá chuyên nghiệp quốc gia năm 2023. Công văn nêu, căn cứ vào tình hình thực tế của CLB Sài Gòn bao gồm cơ sở vật chất, sân bãi không đảm bảo thi đấu kèm theo công tác tổ chức chuyên môn của đội bóng chưa hoàn thiện. Hiện tại, CLB đã tìm mọi biện pháp khắc phục nhưng chưa có phương án nào tối ưu giải quyết các khó khăn trên, do đó CLB Bóng đá Sài Gòn xin phép không tham dự giải bóng đá chuyên nghiệp quốc gia kể từ năm 2023. Ngoài ra theo thông tin báo chí, nhiều cổ đông của đội bóng không đồng ý chuyển giao nên Sài Gòn không thể chuyển về địa phương Lâm Đồng.

## Nhà tài trợ

### Trang phục thi đấu
| Giai đoạn | Hãng áo đấu  | Nhà tài trợ in lên áo 1 | Nhà tài trợ in lên áo 2 | Nhà tài trợ in lên áo 3 |
| --------- | ------------ | ----------------------- | ----------------------- | ----------------------- |
| 2016      | không có     | không có                | không có                | không có                |
| 2017      | không có     | không có                | không có                | không có                |
| 2018      | Kamito       | LienVietPostBank        | không có                | không có                |
| 2019      | Fraser Sport | không có                | không có                | không có                |
| 2020      | Zaicro       | Bến Thành Holding       | Him Lam Group           | Văn Lang University     |
| 2021      | không có     | NovaWorld               | Eneos                   | Văn Lang University     |
| 2022      | Kelme        | NovaWorld               | PhinDeli                | không có                |

### Nhà tài trợ chính
Các nhà tài trợ đồng hành cùng CLB Sài Gòn mùa giải 2021.
 Việt Nam
- SCB
- WMC Group
- Tập đoàn Novaland
- VNPay
- Citigym
- Trường Đại học Văn Lang

 Nhật Bản
- Sony
- ENEOS
- Ajinomoto
- Japan Airlines
- JTB - T&T
- Sukiya
- Mitutoyo
- SAKOS
- PhinDeli

## Thành tích thi đấu

### Thành tích bóng đá trong nước
| Chú giải màu sắc | Chú giải màu sắc |
| ---------------- | ---------------- |
| Vô địch          |                  |
| Á quân           |                  |
| Hạng ba          |                  |
| Hạng tư          |                  |
| Thăng hạng       |                  |
| Xuống hạng       |                  |

| Thành tích của Sài Gòn FC từ khi thành lập | Thành tích của Sài Gòn FC từ khi thành lập | Thành tích của Sài Gòn FC từ khi thành lập | Thành tích của Sài Gòn FC từ khi thành lập | Thành tích của Sài Gòn FC từ khi thành lập | Thành tích của Sài Gòn FC từ khi thành lập | Thành tích của Sài Gòn FC từ khi thành lập | Thành tích của Sài Gòn FC từ khi thành lập | Thành tích của Sài Gòn FC từ khi thành lập | Thành tích của Sài Gòn FC từ khi thành lập | Thành tích của Sài Gòn FC từ khi thành lập |
| Năm                                        | Hạng đấu                                   | Hạng đấu                                   | Thành tích                                 | St                                         | T                                          | H                                          | B                                          | Bt                                         | Bb                                         | Điểm                                       |
| Năm                                        | I                                          | II                                         | Thành tích                                 | St                                         | T                                          | H                                          | B                                          | Bt                                         | Bb                                         | Điểm                                       |
| ------------------------------------------ | ------------------------------------------ | ------------------------------------------ | ------------------------------------------ | ------------------------------------------ | ------------------------------------------ | ------------------------------------------ | ------------------------------------------ | ------------------------------------------ | ------------------------------------------ | ------------------------------------------ |
| 2011                                       |                                            |                                            | Thứ 8                                      | 26                                         | 8                                          | 9                                          | 9                                          | 38                                         | 38                                         | 33                                         |
| 2012                                       |                                            |                                            | Thứ 2                                      | 26                                         | 15                                         | 3                                          | 8                                          | 35                                         | 30                                         | 48                                         |
| 2013                                       |                                            |                                            | Thứ 6                                      | 14                                         | 3                                          | 3                                          | 8                                          | 9                                          | 23                                         | 12                                         |
| 2014                                       |                                            |                                            | Thứ 4                                      | 14                                         | 5                                          | 5                                          | 4                                          | 17                                         | 13                                         | 20                                         |
| 2015                                       |                                            |                                            | Vô địch                                    | 14                                         | 8                                          | 4                                          | 2                                          | 22                                         | 10                                         | 28                                         |
| 2016                                       |                                            |                                            | Thứ 7                                      | 26                                         | 9                                          | 9                                          | 8                                          | 34                                         | 32                                         | 36                                         |
| 2017                                       |                                            |                                            | Thứ 5                                      | 26                                         | 11                                         | 10                                         | 5                                          | 40                                         | 29                                         | 43                                         |
| 2018                                       |                                            |                                            | Thứ 8                                      | 26                                         | 9                                          | 4                                          | 13                                         | 38                                         | 42                                         | 31                                         |
| 2019                                       |                                            |                                            | Thứ 5                                      | 26                                         | 10                                         | 6                                          | 10                                         | 37                                         | 40                                         | 36                                         |
| 2020                                       |                                            |                                            | Thứ 3                                      | 20                                         | 9                                          | 7                                          | 4                                          | 30                                         | 19                                         | 36                                         |
| 2021                                       |                                            |                                            | Mùa giải bị hủy vì COVID-19                | Mùa giải bị hủy vì COVID-19                | Mùa giải bị hủy vì COVID-19                | Mùa giải bị hủy vì COVID-19                | Mùa giải bị hủy vì COVID-19                | Mùa giải bị hủy vì COVID-19                | Mùa giải bị hủy vì COVID-19                | Mùa giải bị hủy vì COVID-19                |
| 2022                                       |                                            |                                            | Thứ 13                                     | 24                                         | 5                                          | 7                                          | 12                                         | 26                                         | 42                                         | 22                                         |
| 2023                                       |                                            |                                            | Rút lui                                    | Rút lui                                    | Rút lui                                    | Rút lui                                    | Rút lui                                    | Rút lui                                    | Rút lui                                    | Rút lui                                    |

### Đấu trường châu lục
| Thành tích của Sài Gòn tại các giải cấp châu lục | Thành tích của Sài Gòn tại các giải cấp châu lục | Thành tích của Sài Gòn tại các giải cấp châu lục | Thành tích của Sài Gòn tại các giải cấp châu lục | Thành tích của Sài Gòn tại các giải cấp châu lục | Thành tích của Sài Gòn tại các giải cấp châu lục | Thành tích của Sài Gòn tại các giải cấp châu lục | Thành tích của Sài Gòn tại các giải cấp châu lục | Thành tích của Sài Gòn tại các giải cấp châu lục |
| Năm                                              | Thành tích                                       | Số trận                                          | Thắng                                            | Hòa*                                             | Thua                                             | Bàn thắng                                        | Bàn thua                                         | Đối thủ                                          |
| ------------------------------------------------ | ------------------------------------------------ | ------------------------------------------------ | ------------------------------------------------ | ------------------------------------------------ | ------------------------------------------------ | ------------------------------------------------ | ------------------------------------------------ | ------------------------------------------------ |
| AFC Cup                                          |                                                  |                                                  |                                                  |                                                  |                                                  |                                                  |                                                  |                                                  |
| 2021                                             | Vòng bảng                                        | 0                                                | 0                                                | 0                                                | 0                                                | 0                                                | 0                                                | Kedah                                            |
| 2021                                             | Vòng bảng                                        | 0                                                | 0                                                | 0                                                | 0                                                | 0                                                | 0                                                | Lion City                                        |
| 2021                                             | Vòng bảng                                        | 0                                                | 0                                                | 0                                                | 0                                                | 0                                                | 0                                                | Persipura                                        |
| Tổng cộng                                        | 1 lần tham dự                                    | 0                                                | 0                                                | 0                                                | 0                                                | 0                                                | 0                                                | -                                                |

## Danh hiệu chính thức
- V.League 1

 Hạng ba (1): 2020
- V.League 2

 Vô địch (1): 2015
 Á quân (1): 2012

## Huấn luyện viên
| Danh sách các HLV của CLB Sài Gòn | Danh sách các HLV của CLB Sài Gòn |
| --------------------------------- | --------------------------------- |
| 2011 – 04/2013                    | Hoàng Văn Phúc                    |
| 04/2013 – 05/2013                 | Triệu Quang Hà                    |
| 05/2013 – 07/2014                 | Trương Việt Hoàng                 |
| 09/2014 – 02/2018                 | Nguyễn Đức Thắng                  |
| 02/2018 – 06/2018                 | Phan Văn Tài Em                   |
| 06/2018 – 11/2019                 | Nguyễn Thành Công                 |
| 11/2019 – 3/2020                  | Hoàng Văn Phúc                    |
| 03/2020 – 02/2021                 | Vũ Tiến Thành                     |
| 02/2021 – 03/2021                 | Shimoda Masahiro                  |
| 03/2021 – 11/2022                 | Phùng Thanh Phương                |

## Biểu trưng

Từ 4/2016 đến 2/2023, khi trụ sở ở Thành phố Hồ Chí Minh